# Batachi Khan
Batachi Khan (655 circa) è stato un sovrano e condottiero mongolo, diretto progenitore della stirpe reale dell'Impero Mongolo, tra cui Gengis Khan.

## Vita
Di lui poco è noto, a parte che fu figlio di Borte Chino e Gua Maral, nonché pronipote del XXXII imperatore Tibetano Namri Song Tsen. Fu il terzo Khan dei Mongoli.

## Discendenze
Primo dei suoi figli fu Tamacha Khan padre di Korichar Khan (poi padre di Aujun Boroul). Tra i suoi discendenti diretti c'è, oltre a Gengis Khan, tutta la stirpe dell'Impero Mongolo e Tartaro.